# Mathieu de Montmorency-Laval

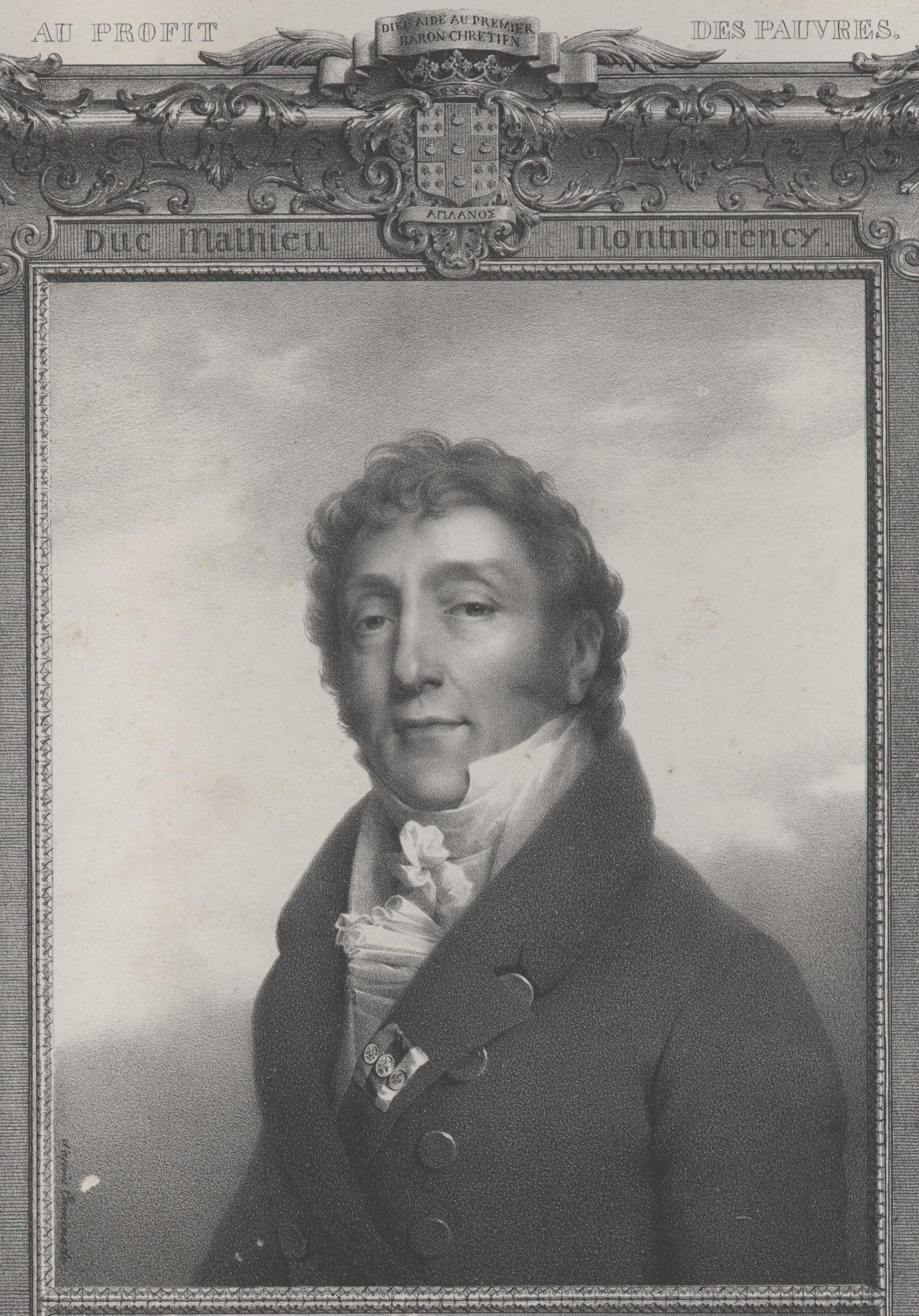
Mathieu de Montmorency-Laval, Lithografie um 1820

Mathieu Jean Félicité, duc de Montmorency-Laval (* 10. Juli 1767 in Paris; † 24. März 1826 ebenda) war ein französischer Maréchal de camp, Staatsmann, Diplomat und Minister.

## Leben
De Montmorency-Laval war ein Sohn des Mathieu Paul Louis de Montmorency, Vicomte de Laval (1748–1809), ein Oberst des Auvergne-Regiments, und dessen Frau Catherine Jeanne (geborene Tavernier de Boullongne; † 1838). Die Mutter war die Tochter eines französischen Adligen aus Guadeloupe. Der uneheliche Halbbruder seiner Mutter war Joseph Bologne, Chevalier de Saint-Georges. Er kämpfte mit seinem Vater gemeinsam im Amerikanischen Unabhängigkeitskrieg. Nach seiner Rückkehr war er begeistert von den demokratischen Ansichten, die er dort kennen gelernt hatte. Beim Ausbruch der Französischen Revolution vertrat er in der Assemblée constituante als Gouverneur von Compiégne und Abgeordneter des Adels von Montfort-l’Amaury die Idee des Fortschritts, beantragte am 4. August 1789 die Abschaffung der Adelsprivilegien und am 19. Juni 1790 auch die Abschaffung der Wappen. Durch dir Auflösung der Konstituierenden Versammlung im September 1791 konnte er sich Anfang 1792 der Armee des Marschalls Luckner anschließen. Nach den Ereignissen von 10. August 1792 gab er seine revolutionären Prinzipien auf engagierte sich nicht mehr in der Politik, sondern floh in die Schweiz. Hier gewährte ihm Germaine de Staël auf ihrem Schloss Coppet Asyl. Nach dem Sturz der Schreckensherrschaft kehrte er nach Frankreich zurück, nahm aber weder unter dem Direktorium noch unter Napoleon I. ein öffentliches Amt an. Sein inniges Verhältnis zur Frau von Staël erregte bei Napoleon Verdacht gegen ihn, und er musste mehrere Verfolgungen erdulden. Während der Restauration wurde er zum „Maréchal de camp“ befördert. 1814 wurde er Adjutant des damaligen Grafen von Artois, geleitete 1815 die Herzogin von Angoulême, Marie Thérèse Charlotte de Bourbon nach Bordeaux und London und begleitete Ludwig XVIII. in der Zeit der Herrschaft der Hundert Tage ins Exil nach Gent.
Bei der zweiten Restauration erfolgte am 17. August 1815 seine Erhebung zum Peer von Frankreich. Zwei Jahre später wurde ihm der Titel eines Vicomte zuerkannt. Er wurde unter dem Finanzminister Jean-Baptiste de Villèle am 14. Dezember 1821 zum Minister des Auswärtigen und bald darauf zum Präsidenten des Kabinetts. Als Gesandter nahm er im Oktober 1822 dem Kongress in Verona teil setzte sich dort für eine bewaffnete Intervention in Spanien ein. Im Dezember 1822 trat er wegen eines Zerwürfnisses mit Villèle zurück. Er wurde zum Herzog ernannt und 1823 mit dem Kreuz der Ehrenlegion ausgezeichnet.
Im Jahr 1825 wurde er in die Académie française gewählt. Karl X., der ihn als Freund der Jesuiten besonders liebte, ernannte ihn zum Erzieher seines Enkels, des sechsjährigen Henri d’Artois, comte de Chambord. Er starb 1826 nur zwei Monate dieser letzten Ernennung.
Mathieu de Montmorency-Laval war der Großneffe von Kardinal Louis-Joseph de Montmorency-Laval (1724–1808) und ein Enkel von Guy André Pierre de Montmorency-Laval (1723–1798).

## Ehrungen und Mitgliedschaften
- 1814: Feldmarschall französisch Maréchal de camp
- 17. August 1815: Peer von Frankreich
- Staatsminister und Mitglied des Geheimen Rates
- Gouverneur des Château de Compiègne
- Mitglied im Conseil Général des Hospices, der Institution royale des sourds-muets de Paris (Königliche Anstalt für Gehörlose und Stumme), des Königlichen Hôpital des Quinze-Vingts, des Conseil royal des prisons
- Vizepräsident der Société philanthropique
- 1815: Ehrenritter der Herzogin von Angoulême
- 1823: Offizier der Ehrenlegion
- Ritter des Ordre royal et militaire de Saint-Louis
- Ritter Ordre de Saint-André von Russland
- Großkreuz des Ordens Karls III. von Spanien
- 1825 Mitglied der Académie française[2]